# Adolf I van der Mark
Adolf I van der Mark ook bekend als Adolf I van Altena-Mark (circa 1182 - 28 juni 1249) was van 1198 tot aan zijn dood graaf van Altena en Mark. Hij behoorde tot het huis van der Mark.

## Levensloop
Adolf I was een zoon van graaf Frederik van Berg-Altena uit diens huwelijk met Alveradis, dochter van graaf Reinier van Kriekenbeck-Millendonck. Na de dood van zijn vader in 1198 werd hij graaf van Berg-Altena en Kriekenbeck-Millendonk en tevens baljuw van de kloosters van Werden en Cappenberg.
In 1202 nam hij het achtervoegsel van der Mark aan, naar zijn nieuwe hoofdresidentie die zijn vader had gebouwd op land dat oorspronkelijk toebehoorde aan ofwel de aartsbisschop van Keulen, ofwel de adellijke familie Rüdenberg.
Adolf raakte samen met zijn hele familie betrokken in de strijd tussen Hohenstaufer Frederik II en Welf Otto IV om het Rooms-Duits koningschap. Het is niet duidelijk wie hij steunde; sommige bronnen zeggen dat hij van meet af aan de Hohenstaufen steunde, terwijl het ook mogelijk is dat Adolf tot 1212 onbeslist bleef en pas daarna de zijde van de Hohenstaufen koos.
In 1225 escaleerde het conflict tussen zijn neven Frederik van Isenburg en Engelbert II van Berg, aartsbisschop van Keulen. Deze laatste werd onder andere door Frederik vermoord, waarop die ter dood veroordeeld en geëxecuteerd werd. Adolf kreeg in 1226 grote delen van Frederiks landerijen toegewezen, waardoor hij het merendeel van de erfenis van zijn familie bemachtigde.
Adolf I van der Mark stierf in 1249 en werd bijgezet in de Proosdij van Cappenberg. Zijn zoon Engelbert I volgde hem op.

## Huwelijken en nakomelingen
Zijn eerste echtgenote was Liutgard (overleden voor 1201), dochter van graaf Gerard van Loon. Ze kregen minstens een dochter:
- Irmgard, abdis van de Abdij van Bersenbrück

Rond 1210 huwde hij met zijn tweede echtgenote Irmgard (overleden in 1230), dochter van graaf Otto I van Gelre. Uit hun huwelijk zijn acht kinderen bekend:
- Everhard (1218-1241), mederegent van het graafschap Mark
- Frederik III
- een naamloze dochter, huwde met graaf Diederik IV van Katzenelnbogen
- Gerhard (1220-1272), bisschop van Münster
- Otto (1225-1262), graaf van Altena
- Engelbert I (1225-1277), graaf van Mark
- Richardis, huwde met graaf Otto I van Dalen
- Adelheid, huwde in 1233 met graaf Johan I van Sponheim